# Voyah Passion
Voyah Passion (кит. 追光) — полноразмерный электромобиль-седан бизнес-класса, выпускаемый компанией Dongfeng под брендом Voyah с 2022 года.

## Описание
В декабре 2022 года компания Voyah представила третий автомобиль, после Voyah Free и Voyah Dreamer. Концепт-кар назывался Chasing Light.
На рынки модель поставляется с января 2023 года. Прототипом автомобиля стал I-land, выпущенный в 2020 году. Задние сиденья «разделяются» подлокотником. Они оснащены обогревами, системой вентиляции, функциями массажа и выдвижными подставками для ног.

## Технические характеристики
Автомобиль Voyah Zhuiguang оснащается электродвигателем мощностью 503 л. с. и крутящим моментом 730 Н⋅м. До 100 км/ч автомобиль разгоняется за 3,8 секунды. Запас хода составляет от 580 до 730 км. В отличие от других моделей, автомобиль является полностью электрическим.

### Общая информация
- Страна марки: Китай[17]
- Класс автомобиля: E
- Количество дверей: 4
- Количество мест: 5
- Расположение руля: Левое

### Размеры
- Длина: 5088 мм
- Ширина: 1970 мм
- Высота: 1505 мм
- Колёсная база: 3000 мм
- Клиренс: 124 мм

### Объём и масса
- Объём багажника мин/макс: 53/410 л
- Снаряжённая масса: 2266 кг

### Трансмиссия
- Коробка передач: Автомат
- Количество передач: 1
- Тип привода: полный

### Подвеска и тормоза
- Тип передней подвески: независимая, гидропневмоэлемент
- Тип задней подвески: независимая, гидропневмоэлемент
- Передние тормоза: дисковые вентилируемые
- Задние тормоза: дисковые вентилируемые

### Эксплуатационные показатели
- Максимальная скорость: 210 км/ч
- Разгон до 100 км/ч: 3.8 с

### Двигатель
- Тип двигателя: Электро
- Максимальная мощность: 510 л. с. (375 кВт)
- Максимальный крутящий момент: 730 Н⋅м

### Аккумуляторная батарея
- Запас хода на электричестве: 580 км
- Время зарядки: 5.2 ч
- Ёмкость батареи: 82.11 кВт⋅ч

## Галерея
| - Вид сзади - Интерьер |